# Mai (họ người)
Mai (chữ Hán: 枚 hoặc 梅) là một họ của người thuộc vùng Văn hóa Đông Á. Họ này có mặt ở Việt Nam (tuy rất hiếm, Hangul: 매, Romaja quốc ngữ: Mae). Họ Mai ở Việt Nam tập trung nhiều ở các tỉnh miền Bắc Trung Bộ như Nghệ An, Thanh Hóa, Quảng Trị và khu vực Bắc Bộ như Nam Định, Hưng Yên,... ở Việt Nam, những quý tộc họ Trần đầu hàng và cộng tác với quân Nguyên Mông bị nhà Trần đổi thành họ Mai, nổi tiếng là Trần Kiện bị đổi thành Mai Kiện.

## Người Việt Nam họ Mai nổi tiếng

### Triều Đại Phong Kiến Việt Nam
- Vua Mai Thúc Loan (670-723) Vua Đầu Của Họ Mai Đóng Đô Tại Kinh Đô Vạn An Tại Nam Đàn Nghệ An, lãnh tụ khởi nghĩa thời nhà Đường, tự xưng là Mai Hắc Đế năm 722[1]

- Mai Thúc Huy vị vua thứ 2 của triều đại nhà Mai.
- Mai Kỳ Sơn, vị vua cuối cùng của triều đại nha Mai.

### Nhân Vật Nổi Tiếng Mọ Mai

#### Cổ Đại
- Mai An Tiêm (thế kỷ 3 TCN), nhân vật truyền thuyết thời Hùng Vương có công khai phá đất Nga Sơn, hiện vẫn còn tồn tại dòng họ Mai tại Nga Sơn, Thanh Hóa

- Mai Đức Nghị, võ tướng của chúa Nguyễn Ánh.
- Mai Xuân Thưởng (1860–1887), một trong các lãnh tụ của phong trào Cần Vương
- Duy Tân Mai hoàng hậu (1899-1980), húy Mai Thị Vàng, hoàng quý phi của vua Duy Tân

#### Hiện Đại
- Mai Hữu Xuân (1917-?), Thiếu tướng quân đội Việt Nam Cộng hòa
- Mai Thúc Lân (1935-2014), cựu phó Chủ tịch Quốc hội Việt Nam
- Mai Văn Dâu (sinh 1941) nguyên Thứ trưởng Bộ Thương mại, bị án về tội nhận hối lộ năm 2007
- Ba anh em Mai Kỷ, Mai Liêm Trực và Mai Ái Trực đều là cán bộ cao cấp trong chính phủ CHXHCN Việt Nam[2]
- Mai Liêm Trực (sinh 1944), Thứ trưởng Bộ Bưu chính Viễn thông, được coi là người mở đường cho bùng nổ Internet tại Việt Nam[3]
- Mai Ái Trực (sinh 1946), Ủy viên BCHTW ĐCSVN khóa 9, nguyên Bộ trưởng Bộ Tài nguyên và Môi trường (2002-2007)[4]
- Mai Tiến Dũng (sinh 1959), Nguyên Bộ trưởng, Chủ nhiệm Văn phòng Chính phủ Việt Nam
- Mai Đức Chung (sinh 1951), cầu thủ, huấn luyện viên bóng đá Việt Nam
- Mai Trọng Nhuận (sinh 1952), GS.TS, nguyên Giám đốc Đại học Quốc gia Hà Nội
- Mai Văn Thủy (sinh 1987), là nhà thơ Việt Nam thời kỳ hiện đại (1945 đến nay) với các tác phẩm tiêu biểu như Nón mê đời mẹ, Trắng trời quê ngoại, Góc bếp của bà, Cặp ba lá, Xà cạp đồng chiêm,...
- Mai Kiều Liên (sinh 1953), chủ tịch kiêm tổng giám đốc công ty sữa Việt Nam Vinamilk
- Mai Đình Tới (sinh 1959), "thầy phù thủy" nhạc cụ Việt Nam
- Quyền Linh tên thật Mai Huyền Linh (sinh 1969) , diễn viên , MC Việt Nam
- Mai Thu Huyền (sinh 1979), người mẫu, diễn viên điện ảnh, doanh nhân người Việt Nam
- Mai Phương Thúy (sinh 1988), hoa hậu Việt Nam năm 2006
- Maya tên thật Mai Thu Hường diễn viên, Ca Sĩ Nhạc Trẻ Việt Nam
- Đông Nhi tên thật là Mai Hồng Ngọc - ca sĩ Việt Nam.
- Mai Hồng Bàng, Trung tướng Quân đội nhân dân Việt Nam, Giám đốc bệnh viện Trung ương Quân đội 108
- Mai Quốc Việt, ca sĩ tự do Việt Nam - thành viên của nhóm It's Time, quân Gương Mặt Thân Quen 2015
- Mai Trung Hiếu (1992-2021), nghệ sĩ múa Việt Nam
- Mai Thiên Vân tên thật là Mai Thị Hậu, ca sĩ
- Mai Nhi, nghệ sĩ ảo thuật Việt Nam, nữ ảo thuật gia Việt Nam đầu tiên nhận Master of Magic của hiệp hội ảo thuật Quốc tế International Magicians Society (IMS), huy chương bạc Liên hoan ảo thuật toàn quốc 2018
- Mai Thành Đạt , Cựu cầu thủ Futsal
- Mai Thành Danh Toại, cầu thủ Futsal
- Mai Sỹ Hoàng, cầu thủ bóng đá
- Mai Xuân Quyết , cầu thủ bóng đá

## Người Trung Quốc họ Mai nổi tiếng
- Mai Nghiêu Thần, nhà thơ thời Bắc Tống
- Mai Lan Phương, nghệ sĩ kịch đầu thế kỷ XX ở Trung Quốc
- Mai Đạt Phu, thiếu tướng của quân đội Quốc dân đảng Trung Quốc
- Mai Diễm Phương, ca sĩ, diễn viên Hồng Kông
- Mai Siêu Phong, nhân vật hư cấu trong chuyện tiểu thuyết kiếm hiệp của nhà văn Kim Dung